# Demetrio Alonso Castrillo
Demetrio Alonso Castrillo (Valderas, 22 de desembre de 1841 - Madrid, 30 de novembre de 1916) fou un advocat i polític espanyol, ministre de Governació durant el regnat d'Alfons XIII.
Membre del Partit Liberal, participarà en les successives eleccions celebrades entre 1881 i 1905 obtenint acta de diputat al Congrés pel districte de Valencia de Don Juan (Lleó), i fou nomenat en 1905 senador vitalici.
Va ser ministre de Governació entre 2 de gener i el 3 d'abril de 1911 en un gabinet que presidí Canalejas.